# Denise Ramsden (lekkoatletka)
Denise Irene Ramsden po mężu Castle (ur. 11 lutego 1952 w Wakefield, zm. 19 kwietnia 2003) – brytyjska lekkoatletka, sprinterka, medalistka mistrzostw Europy z 1969.

## Kariera sportowa
Zdobyła brązowy medal w sztafecie 4 × 100 metrów na mistrzostwach Europy w 1969 w Atenach (sztafeta brytyjska biegła w składzie: Anita Neil, Ramsden, Sheila Cooper i Val Peat).
Zajęła 4. miejsce w sztafecie 4 × 100 metrów na mistrzostwach Europy w 1974 w Rzymie (skład brytyjskiej sztafety: Linda Barratt, Ramsden, Helen Golden i Andrea Lynch). Na igrzyskach olimpijskich w 1976 w Montrealu  zajęła 8. miejsce w sztafecie 4 × 100 metrów. Sztafeta brytyjska w składzie: Wendy Clarke, Ramsden, Sharon Colyear i Lynch poprawiła wówczas rekord swego kraju czasem 43,44 s.
Ramsden była mistrzynią Wielkiej Brytanii w biegu na 200 metrów w 1976.